# الکساندر وود
الکساندر وود (به انگلیسی: Alexander Wood؛ ۱۰ دسامبر ۱۸۱۷ – ۲۶ فوریه ۱۸۸۴) یک پزشک اسکاتلندی بود که اولین سرنگ هیپودرمیک (زیرپوستی) را اختراع کرد. او از سال ۱۸۵۸ تا ۱۸۶۱ رئیس کالج سلطنتی پزشکان ادینبورگ بود.